# Aries Motorsport
Aries Motorsport — британская компания по производству комплектов для автомобилей, основана в 2007 году предпринимателем Стивом Хакбери, который был буквально одержим автомобилями. На сегодняшний день «Aries Motorsport» является дистрибьютором таких комплектов, как «Locost» и «LocoBlade» от авто «Stuart Taylor».
Помимо поставок деталей к авто, компания также занимается продажей автомобилей, которые были собраны на их заводе, другим маркам. Например, компания известна производством родстеров Locost, представляющих собой реплику Lotus Seven и других моделей. Особенностью машин, выпущенных с конвейера Aries Motorsport ltd, является то, что их двигатели переделаны из моторов от мотоциклов, а рулевое колесо может быть установлено как левое, так и правое, «островное», в зависимости от желания клиента. Производитель комплектовал автомобили ведущим мостом или IRS, в котором использовался карданный вал сокращённой длины.
В период с 2000 по 2006 г., принимая участие в британских чемпионатах и заездах, автомобили «Stuart Taylor» и «Aries» занимали первые места и взяли большинство наград.